# Краљевина Далмација и Хрватска
Краљевина Далмација и Хрватска (лат. Regnum Dalmatiae et Croatiae), била је у раздобљу од 1102. до 1526. године придружена крунска држава са статусом аутономне покрајине у саставу Краљевине Угарске. Раздобље је започело угарским освајањем Далмације (приморски градови) и Хрватске (залеђе) на самом почетку 12. века, а окончано је у време преломних политичких збивања, која су наступила након Мохачке битке (1526).

## Владавина династије Арпадовића
Угарско напредовање према Јадрану, које је започело крајем 10. века, кончано је потпуним освајањем Далмације и Хрватске на самом почетку 12. века, око 1102. године. Од тог времена, угарски краљеви из династије Арпадовића су уједно били и краљеви Далмације и Хрватске. У време освајања ових земаља, угарски краљ краљ Коломан (1095—1116) је доделио извесне повластице хрватским великашима који су признали његову власт, али у исто време је започео и са довођењем угарских племића у ове области, чиме је започео процес стварања новог феудалног устројства, по угарском моделу. Тадашње ратне прилике су наметале потребу за јаком војском која се могла издржавати само од прихода земље, па је Коломан све земљишне поседе, који нису били већ у поседу слободних сељака или властелина, давао војницима у замену за војну службу. Старо хрватско племство се такође прилагодило новом систему управе, услед чега су постепено нестале старе структуре хрватског жупанијског устројства, а јавља се нови облик са пуном судском, управном и извршном влашћу властеле. Угарски краљеви су именовали далматинско-хрватског бана, делили су донације властелинима, потврђивали одлуке донесене на далматинско-хрватским саборима и заповедали земаљском војском. Далматинско-хрватски бан је имао обавезу управљања администрацијом, судством, финансијама и предводио је земаљску војску у ратовима. Поједине породице су захваљујући донацијама веома оснажиле, стекавши велики друштвени и политички утицај (крчки и благајски кнезови Франкопани, брибирски кнезови Шубићи, цетињски Нелипчићи, омишки Качићи, крбавски Курјаковићи).

### Угарско-млетачки ратови за Далмацију
Чим је проглашен за краља, Коломан је настојао да овлада далматинским градовима, што је наравно узроковало сукобе са Венецијом, која је опет настојала да задржи своју доминацију над Јадраном, а повремено и са Византијом, који је сматрао подручје Јадрана својим утицајним простором. Ипак, Коломан је, ступивши у савез са Византијом, која је ратовала против Нормана, 1107. године потчинио Далмацију после кратког отпора који му је пружио град Задар 1105. године. Иако је далматинским градовима остављена аутономија, они су се убрзо поново дигли против краља, који је у Сплиту и Задру оставио своје војне јединице, а на чело бискупија поставио Угаре. Венеција 1115. године започиње рат (1115–1126) против Угарске и након почетних успеха и после пораза бана Кледина код Задра (1116), успева да заузме целу далматинску обалу и градове Биоград и Шибеник. У сукобу против краља Стефана II (владао 1116–1131), Венеција 1117. године доживљава пораз под Задром и присиљена је на петогодишње примирје при чему јој остаје само Задар. Ипак, 1125. године, Млечани успевају да овладају целом Далмацијом након што им је пошло за руком да освоје Трогир и Сплит, а разоре Биоград. У поновном рату 1133. године, током владавине краља Беле II (1131–1141), Венеција губи превласт над Далмацијом, а задржава се само у Задру (по неким списима и Задар је од 1134. до 1141. године био под краљевом власти) и на острвима до 1172. године. Шибеник је добио аутономију 1167. године.

### Сукоби са Византијом и Млечанима
Користећи династичке борбе у Угарској, византијски цар Манојло I је 1164. године упао у Срем и Бачку, присиливши угарског краља Стефан III (1163—1164) да се званично одрекне власти над Далмацијом и Хрватском у корист свог брата, херцега Беле, који је био царев штићеник. Један део царских снага под заповедништвом Јована Дуке је 1165. године покорио Босну, као и целу Далмацију и Хрватску. Тадашњи хрватски бан Ампудије је 1166. године ушао са новим снагама у Хрватску и уз помоћ присталица угарске власти заробио византијског намесника Никифора Халуфа, запосевши Хрватску и неке далматинске градове. На другој страни, византијски заповедник Андроник Контостефан је у бици код Земуна поразио угарске снаге под жупаном Дионизијем 8. јула 1167. године, што је принудило краља Стефана III (1162—1172) да Хрватску и Далмацију, као и Босну и Срем, преда Византији, која је поставила свог намесника у Сплиту. Венеција је задржала Задар и Трогир, са северним острвима.
После цареве смрти 1180. године, угарски краљ Бела III (1172–1196) заузима Срем, Далмацију и Хрватску. Задар исте године одбацује млетачку власт и пристаје уз угарског краља, чија војска током 1187. и 1188. године одбија нападе Млечана на Задар. Византија се 1186. године одриче власти над Далмацијом, а Венеција је, до Четвртог крсташког рата 1202. године, задржала само северна острва. Млечани су 1202. године уз помоћ крсташа заузели Задар. Задрани се 1205. године обавезују на бирање Млечанина за кнеза и надбискупа и учествовање у борбама на страни Млечана дуж Јадрана. Задар, уз кратке прекиде, остаје под млетачком влашћу све до 1358. године.

### Владавина краља Андрије II (1205—1235)
Током владавине краља Андрије II убрзан је процес друштвеног раслојавања. Моћ феудалаца, клера и крсташа се увећала. Средње и ниже властелинство, оптерећено учесталим ратовима и самовољом великаша, 1222. године принудило је краља да Златном булом ограничи своју власт, права и донације великашима, а племству, које је почело да се организује као сталеж, допусти да на годишњим зборовима помоћу протеста и отпора може утицати на краљеве одлуке. За противуслугу, племство је морало ратовати о свом трошку унутар земље у случају непријатељског напада, а изван земље о краљевом трошку. На овај начин је ослабљена власт жупана, а и поступно распадање жупанија.

### Монголска најезда и преуређење земаљске управе
Током владавине краља Беле IV (1235—1270) Монголи су под заповедништвом кана Батуа провалили у Угарску и поразили краљевску војску 1241. године у бици на реци Шају. Краљ Бела IV се прво повукао у Загреб, а затим 1242. године у Далмацију тражећи заштиту у Сплиту, Клису и Трогиру. Суседна Бановина Славонија је такође била препуштена пустошењу Монгола, који су разорили градове, па чак и Загреб са катедралом. Вест о смрти кана Оглаја, натерала је Монголе да напусте Далмацију и Хрватску, те да се преко Босне, Србије и Бугарске врате у јужну Русију. Приликом проласка кроз ове области опустошили су подручје Дубровника и Котора.
Продор Монгола у угарске земље приморао је краља после њиховог одласка преуреди војно устројство. Обновљени су и утврђени многи жупанијски градови, а око бројних градића су постављени бедеми. Градићи су насељени углавном Немцима којима се биле дате и неке повластице. Осим тога започело је оснивање слободних градова изван власти жупана. Средином 13. века, угарска власт у Далмацији и Хрватској се и даље ослањала на поштовање локалних племићких традиција и повластица, док је у исто време у суседној Славонији владао угарски модел управе. Током 13. века учестало је и постављање појединих чланова династије Арпадовића за намеснике са титулом херцега. Међутим, низ слабих владара је довео до постепеног слабљења краљевске власти и успона моћних великашких породица.

### Пропаст династије Арпадовића
Слабљење централне државне власти погодовало је јачању и богаћену локалних великаша, што је опет водило ка осиромашењу грађанства, и нестајање слободних људи, који су крајем 13. века све више постајали зависни кметови. Велики феудалци су краљевим донацијама, али и у међусобним борбама толико ојачали да су преко пола века готово независно владали у Далмацији и Хрватској, као и у суседној Славонији. Тако је брибирски кнез Павле I из братства Шубића, као бан (око 1273. године), искористио борбу за престо између Арпадовића и Анжувинаца и током 1292. и 1293. године стекао као државину (dominium) читаву Далмацију и Хрватску, као и наследну власт бана, а привремено је потчинио и делове Хума и Босне.

## Владавина анжујске династије

### Карло Роберт Анжујски (1301—1342)
Бан Павле је из Напуља довео Карла Роберта I Анжујског који је након десетогодишње борбе са супарницима успео да постане краљ у Угарској. Карло I је сврсисходно потпомагао отпор против Млетака на острвима Крку, Пагу и Хвару (1310), а нарочито устанак у Задру, који су Млеци 1311/1313. опседали, али како није имао јаку морнарицу, Карло И. их није могао потиснути из Далмације. Након очеве смрти 1313. године, бан Младен II Шубић је предао Задар Венецији, а разједињено хрватско племство, на челу са Курјаковићима и Нелипчићима, које се отимало власти брибирских кнезова, није било у могућности да се одупре Млечанима.
Када је у рату против српског краља Милутина (1319—1320), Карло I успео продором са севера да заузме Мачву, бан Младен је незаинтересовано деловао као подршка са запада кроз Босну. Та неактивност бана Младена је разљутила Карла I, па је послао удружене снаге славонског бана Ивана Бабонића и кнеза Франкопана против бана Младена које су га поразиле у бици у Пољицима 1322. године. Бан Младен је свргнут с  власти и одведен у Угарску, што је Венеција искористила и проширила власт над далматинским градовима. Тек када су шибенске и трогирске морнарице, потпомогнуте венецијанским галијама, упале у Скрадин и Омиш, хрватско властелинство, у одбрани своје независности, се окупило око кнеза Нелипчића, који је јавно показивао отпор Карлу I, и одузело краљевске градове Книн и Унац, а потом поразило славонског бана Микца 1326. године.
У међувремену је босански бан Стјепан II Котроманић (1322–1353) успео да врати независност Босни и заузме подручје између Неретве и Цетине.

### Лајош I Анжујски (1342—1382)
Лајош I Анжујски је наставио политику потчињавања великих хрватских феудалаца који се губили своју моћ у међусобним сукобима. Он се такође ангажовао и у борби на Јадранском мору против Венеције, која је представљала сметњу краљевим жељама за влашћу у Напуљу. За банове је постављао готово увек племиће страног порекла. Успео је да се обрачуна са Нелипчићима и Курјаковићима, као и са брибирским кнезовима из братства Шубића и заузме градове Книн, Клис, Омиш, Скрадин, Унац и Островицу. Своју премоћ ојачао је и потчињеним вазалима, принудивши их да му се прикључују у ратним походима, али и најамничким одредима које је упоредо стварао и на чије је одржавање увео и нови порез 1351. године — деветину. Упркос његовим настојањима да освоји далматинске градове, у томе није успео, првенствено због непоседовања морнарице.
Далматински градови, под млетачком влашћу, су се брзо развијали, нарочито због својих трговачких бродова. Венеција која је своје трговачке интересе имала изван Јадранског мора помагала је, а не спутавала развитак далматинских поморских градова, при чему се нарочито истицао Дубровник, али и Трогир и Корчула у бродоградњи.
Лудовик I је против Венеције водио три рата. 
- Први рат је вођен због Задра (1345—1346) који је затражио краљеву заштиту, када је Венеција послала своје снаге против бунтовног града. Иако је био одбијен први напад Млечана, након неуспелог покушаја бана Банфија и босанског бана Стјепана II Котроманића деблокирања града у новембру 1345. године, у јуну следеће године краљ Лудовик I је са 30 хиљада војника безуспешно покушавао да помогне и морао се повући, након чега се и Задар због несташице хране, након шестомесечне опсаде морао предати Венецији.
- Други рат (1356—1358) године, Лудовик И је започео рат против Венеције у сарадњи са Ђеновом у циљу преотимања Далмације. Тада су се главне битке водиле на фурланском подручју, где су краљеве снаге потукле млетачке код Тервисија и заузеле више утврђених градова. У Далмацији, снаге под заповедништвом бана Ивана Ћуза, а у чијем саставу су се налазиле и снаге кнезова Франкопана, Нелипчића, Угринића и Хрватинића, су 1357. године успеле да разоружају млетачке снаге у Сплиту, Трогиру и Шибенику. Исте године су успеле и да освоје Задар, осим тврђаве, а потом и Брач, Хвар а убрзо и Нин. Задарским миром од 18. фебруара 1358. године Венеција се одрекла права на читаву Далмацију са острвима и предала је краљу, под чијом ће влашћу остати све до 1409. године. Заузврат је краљ вратио Венецији освојена подручја у Фурланији и Истри, а Дубровник је исте године дошао под краљеву власт. Због недостатка бродова, Венеција је ипак задржала превласт на мору.
- После пораза у трећем рату (1378—1381), Венеција је, Торинским миром 1381. године, признала створено стање Задарским миром и обавезала се на плаћање годишњих накнада од 7 хиљада дуката. У том рату се Лудовик И удружио с Ђеновом, Падовом, Вероном и Горицом против Венеције.

Осим са Млечанима, краљ Лудовик И је ратовао и против Србије (1358–1359. ). Након другог рата и ослобођења Далмације, српске снаге су покушале продор у Мачванску бановину, где су биле одбијене, након чега су краљевске снаге продрле све до планине Рудник, док је хумски кнез Војновић приморао Дубровник на откуп мира.
Краљ Лудовик I је приморао 1357. године тадашњег босанског бана Твртка да му уступи један део Хума и десну обалу Неретве, што је довело до угарско-босанског рата 1363. године, у коме су снаге бана Твртка поразиле угарске снаге.
У напорима за јачање краљевске власти Лудовик I је покорио целокупно високо хрватско племство, осим Франкопана и Благајских кнезова, који су били његови вазали. Током целе његове владавине, банску част није понудио ни једном хрватском великашу, већ искључиво нижим племићима из Славоније мађарског порекла. Крајем 13. века, Сабор је постао стални форум феудалне политичке организације, са правом учествовања сваког племића, а понекад и представника слободних градова.

### Марија (1382–1385) и Карло Драчки (1385–1386)
Након Лудовикове смрти, Далмација и Хрватска су поново биле обухваћене феудалном анархијом, јер је властела покушавала да се отргне централној власти. Лудовика је наследила малолетна кћи Марија, која је владала под надзором мајке, Јелисавете Котроманић. Незадовољни женском владавином, великаши из Угарске и Хрватске су 1385. довели из Напуља Лудовиковог рођака, ранијег хрватског херцега, Карла II Драчког на власт, који је одмах по крунисању био убијен од стране поборника потиснутих краљица. Убиство је довело до устанка већине хрватског и славонског племства, сврсисходно потпомогнутог од стране босанског краља Твртка и српског кнеза Лазара. Заседом код Горјана 1386. године устаници су предвођени мачванским баном Иванишем Хорватом заробили обе краљице. Потом су угарски великаши на престо довели Маријиног мужа Жигмунда Луксебуршког (1387—1437) чиме је и означен завршетак владавине династије Анжувинаца.

### Владавина Жигмунда Луксембушког
Чим је дошао на власт, Жигмунд Луксембуршки је потпомогнут млетачким снагама ослободио жену из заточеништва из Новиграда и наставио да води борбу против незадовољних великаша, који су за краља Хрватске и Далмације изабрали Карловог сина, Ладислава Напуљског (1386—1409). У међувремену је српско-босански краљ Твртко проширио своју власт и на део Далмације и Хрватске. Заузео је подручја јужно од Велебита и Далмацију (осим Задра) и 1390. године се прогласио краљем Далмације и Хрватске. Након смрти Твртка, српско-босански краљ Дабиша је вратио ове крајеве краљу Жигмунду и омогућио му да покори браћу Хорват, који су били челници у скидању краљице Марије са престола. Хватање Хорвата је нанело велику штету страни Ладислава Напуљског.
Након победе у бици на Косову 1389. године, Турци су се приближили границама Жигмундовог краљевства и 1391. године провалили у Срем. Краљ је са својим одредима, у којима су учествовали и бан Горјански, великаши Моровић и Лацковић, као и далматинске галије, доживео пораз код Никопоља (1396). После сабора у Крижевцима (1397. године — Крвави сабор) на којем је убијен бан Лацковић, избио је устанак против Жигмунда у Хрватској и Босни. На чело устанка је стао босански војвода Хрвоје Вукчић Хрватинић који је одбацио Жигмундове одреде и 1398. године привремено освојио Дубичку жупанију.
Године 1403. Ладислав Напуљски долази у Задар и крунише се за угарског и далматинско-хрватског краља, али због неуспеха у Угарској, он се повлачи поново у Напуљ, а војводу Хрвоја именује сплитским херцегом.
У угарско-босанским ратовима (1404—1407), краљ Жигмунд је успео да продре у неке босанске градове, савладавши босански отпор код Добора, после чега га Хрвоје и остали хрватски великаши признају за краља.
Ладислав Напуљски, видевши да се не може одржати на престолу, 1409. године за 100 хиљада дуката продаје Венецији своја права на Далмацију уступајући јој и градове Задар, Новиград, Врану и Паг. Венеција убрзо покорава и сва северна острва осим Крка. Краљ Жигмунд 1410. године постаје Rex Romanorum (немачко-римски краљ), а већ следеће године покушава се обрачунати с Венецијом (1411—1413), која је од 1409. године опседала Шибеник, а 1411. године од Сандаља Хранића купила Островицу и Скрадин и нападала Ломбардију и Фурланију. Рат се завршава петогодишњим примирјем склопљеним у Кастелету, уз status quo и млетачку ратну одштету.
Краљ Жигмунд је 1413. године прогласио херцега Хрвоја издајником због пустошења и повезаности с Турцима, одузео му све градове, лишио га титуле сплитског херцега и наредио заузимање његових поседа. Брач, Корчула и Хвар долазе под дубровачку управу, а жупа Сана под управу благајских кнезова. Херцег Хрвоје бежи у Јајце и позива Турке у помоћ. Турци 1414. године побеђују великашке одреде и продиру дубоко у Хрватску и Славонију, а 1415. године победом код Добоја и истерују угарску војску из Босне, која је дошла како би одржала мађарски утицај.
По истеку петогодишњег примирја 1418. године, Венеција је поново ступила у нови рат с Угарском, продревши у Фурланију и Истру и напавши далматинске градове. Рат је завршен без мира, али Венеција је трајно истиснула Угарску с Јадрана јер је чврсто овладала 1420. године Истром, Фурланијом, Трогиром, Сплитом и јужним острвима. Због своје заузетости немачким царством, краљ Жигмунд је потпуно занемарио Хрватску, која је изгубила, осим Сења, сваку боље везу с морем, а постала је и надирањем Турске све изложенија нападима. Дубровник је остао под краљевом влашћу. У Хрватској је порасла моћ крчких кнезова — Франкопана, чија се власт 1426. године проширила на готово целу Хрватску, до Цетине и на подручје око реке Уне. У исто време, велики утицај у суседној Славонији су стекли цељски грофови.

### Јачање одбрамбеног система
Учестали турски напади су принудили Жигмунда да унапреди одбрану краљевине. Уведен је бандеријални састав, ојачана обрамбена моћ и бојна готовост земље. Уведена је ратна даћа (риз), а држава је 1435. године подељена на 7 области (табора) у којем су бандеријалне снаге сваког табора војно деловале на свом подручју. Читаво подручје јужно од реке Драве поделио је на три табора:
- Хрватски табор  (Јадран и дуж Млетачке Далмације) — у одбрани овог табора су осим краљевске и банске бандерије учествововале и снаге три кнеза (крбавског, цетинског и крчко-сењског-модрушког), те снаге града Дубровника
- Славонски табор (према Уни) — у одбрани овог табора је учествовало 5 великашких бандерија (славонски бан, загребачки бискуп, врански приор, благајски кнез и властелин Тот)
- Усорски табор (већи део Славоније с јужном Мађарском, Босна, Мачва и Србија) — у одбрани овог табора учествују 4 бандерије из 7 славонских жупанија и 4 бандерије источно-славонских великаша, бандерија мачванског бана и Сребрника и босанских великаша, 6 доњоугарских жупанија и српски деспот са свим расположивим снагама.

Краљевске и банске бандерије су имале око 1000, а великашке око 500 коњаника, а жупаније су давале од пола до целе једне бандерије у коју су улазили племићи са кметовима. Одбрана државе и граница је била задатак краљевских и банских бандерија, састављених од најамника, а уведен је и општи позив (експедитио генералис).

## Продор Турака
Након смрти краља Жигмунда 1437. године, далматинско-хрватска краљевина се до 1526. године налази под влашћу краљева из разних династија. У раздобљу од од. 1436 до 1456. године хрватском политиком управљају браћа Таловци, који су спречили даљи успон Франкопана, чија моћ од тог времена почиње да слаби. Крбавски кнезови Курјаковићи у Лици и благајски у подручју реке Уне успевају да задрже своје позиције.
Након пораза код Београда 1456. године, султан Мехмед II (1432—1481) се привремено вратио у Истанбул, али је убрзо поново започео своја освајања. Кренуо је на Босну и упркос покушајима отпора заузео је Босну 1463. године, чиме је створена врло добра оперативна основа за деловање према Хрватској. Иако је краљ Матија Корвин безуспешно покушао 1463/1464. године да поново преотме Босну од Турака, успео је да освоји нека подручја и оснује Јајачку и Сребрничку бановину, као истурене одбрамбене тачке у одбрани Угарске и Славоније, али је тако Хрватска постала потпуно отворена за турски продор који је претио Лици и Далмацији. Након смрти султана Мехмеда II, његов син Бајазит II (1481–1512) је наставио са жељом даљег продора према средњој Европи. У почетку су само гранични санџачки-бегови, а понекад и босански паша упадали са неколико хиљада акинџија у Хрватску. Због заузетости краља Матије Корвина, Хрватска је била препуштена слабим домаћим феудалним снагама, при чему је помоћ краљевских најамничких бандерија била нестална.
Слаби наследници Матије Корвина, краљеви Владислав II (1490—1516) и Лудовик II (1516–1526) потпуно су запустили одбрану земље. Краљ је одржавао само истурену војну испоставу у Јајцу и давао врло малу помоћ у новцу хрватском бану и кнезовима. Одбрану суседне Бановине Славоније такође су препустили домаћим снагама, повремено новчано и материјално потпомогнутим од Аустрије, римског папе и Млетака.
Тако слабу војну одбрамбену моћ Хрватске је краљем лета 1493. године искористио босански санџак-бег Хадум Јакуб-паша и продро преко Уне и Купе у Штајерску, и том приликом је опустошио и опљачкао Цеље и Птуј, а по повратку је опустошио и Загорје. Приликом повратка у Босну, на Крбавском пољу у Лици је тешко поразио хрватску војску под заповедништвом бана Емерика Деречанина у септембру 1493. године, после чега ниједан хрватски великаш, осим бискупа и кнезова Зринских и Франкопана, није више био у стању да успостави једну потпуну бандерију. Од 1513. до 1524. године, Турци су постепено освојили хрватске области од Цетине до Зрмање, осим градова Клиса и Обровца. При турским продорима највише су страдале области око Цетине, Крке и Зрмање, као и сва Лика и Крбава. На другој страни, Тнакон освајања Београда и Шапца 1521. године, Турци су освојили и Срем, а 1526. године после битке на Мохачком пољу отпочели су и са постепеним освајањем Славоније.
Турска освајања су довела и до промена у становништву Далмације и Хрватске. Бежећи пред турским походима у граничним подручјима се насељавају Власи, а поступно се јављају и сукоби сељака против властеле. Хварски пук под вођством Матије Иванића је подигао устанак против властеле 1510. године, али су га Млеци брутално угушили.